# Orkanen Carola

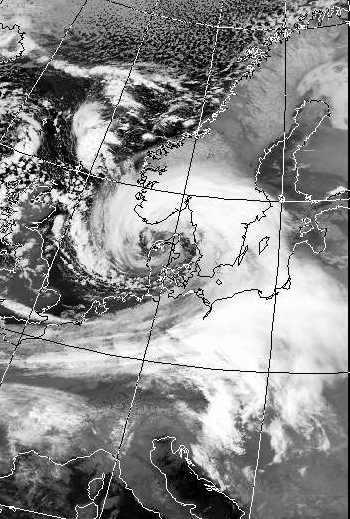
Infraröd satellitbild på vinterstormen, 3 december 1999 klockan 16:25 UTC.

Orkanen Carola, även kallad "Carolastormen", var en orkan som drabbade södra Sverige i december 1999. Orkanen nådde landet på eftermiddagen fredagen den 3 december, och varade en bit in på natten den 4 december. Den hade en medelvindstyrka på 33 m/s i (uppmätt på Hanö), men hade orkanbyar ända upp till 42 m/s. I Danmark och främst på danska västkusten drog Carola fram med orkanbyar upp mot 50 m/s.  Även Tyskland drabbades.
Stormen namngavs efter namnsdagen i almanackan vid denna tid, och även Carolas melodi Fångad av en stormvind fanns i åtanke.
Carola var den mest ödeläggande storm som drabbat Sverige under hela 1900-talet, och en av de allra starkaste; den orsakade svåra strömavbrott i södra Sverige och utbredd fällning av skog i framför allt Skåne.
På danska hette den även "Decemberorkanen" eller "Adam", på tyska "Anatol".
I Danmark stannade bussar, tåg och flygplan och försäkringsbolagen fick betala för skador upp till 13 miljarder danska kronor.